# CUF Leganés
Club Deportivo Elemental Unihockey-Floorball Leganés (CUF Leganes) er et floorballhold fra Leganés i Madrid, Spanien, som spiller i den bedste række i Spanien både på herre- og damesiden. Klubben gør en stor indsats indenfor ungdomsfloorball.
Klubbens elitehold kvalificerede sig gennem det spanske mesterskab til EuroFloorball Cup-kvalifikation 2008 for herrer og for damer, som spilles i Frederikshavn.
Klubben opstod i 2002 som en fusion af Madrids to tophold KLER og Diablos Rojos.